# ピアノソナタ第3番 (シューマン)
ロベルト・シューマンのピアノソナタ第3番ヘ短調（Klaviersonate Nr. 3）作品14は1835年に作られ、ピアニスト・イグナーツ・モシェレスに献呈された。
1836年9月に出版された時のタイトルは『管弦楽のない協奏曲』（Concert sans orchestre）であって、1853年10月にスケルツォの第2楽章が挿入され、大幅な改訂が施された際に、『ピアノソナタ第3番』（原題は『大ソナタ』 Große Sonate - 『グランドソナタ』とも）となった。このような経緯から、ピアノソナタ第2番作品22より作品番号が若い。
元のタイトルが示すように、技巧的で華やかな曲である。全曲を通して音階の下降音型と付点リズムのモティーフが見られる。
作曲当初は2つのスケルツォを含む5楽章で構成されていたが、最初の出版に際して出版社ハスリンガーの意向によりこれら2曲を削除して3楽章とし、上記のように再出版の際に1曲復活させた（もう1曲は死後遺作として出版）。作曲当初の復元版は、ドイツのフローリアン・ヘンシェルが初めて録音した。

## 曲の構成

### 第1楽章 Allegro brillante
ヘ短調、4分の4拍子。管弦楽を思わせる全曲を貫く付点リズムの下降音型（C-B-A♭-G-F）のモティーフで開始され、同じくピアノソロを思わせる分散和音による華やかなパッセージが続く。これらの2つの要素が、第1楽章のみならず、全曲を通して使用される。この楽章では第1主題が分散和音の伴奏を持つ下降音型、分散和音を基にした展開から和声的な付点リズムの第2主題が続く。コデッタに上昇音形が登場し、これも重要なモティーフとなる。展開部はこれらの要素が複雑に絡み合い、再現部となる。コーダも長大なものである。なお、1853年の改訂の際に、出版社の意向で華麗に聞こえるように書いた初版から、一部音型や音の変更を行った（77-85小節および98-106小節目の上昇アルペッジョを和音の付点リズムに変更）。

### 第2楽章 Scherzo, Molto commodo
変ニ長調、4分の3拍子。三部形式によるスケルツォ。前述の通り、この楽章は第2版で初めて加えられた。主題の前半は下降音型、後半は上昇音型による。中間部は分散和音を加えた3つの要素が融合し、山型の線を描く。

### 第3楽章 Quasi Variazoni, Andantino de Clara Wieck
ヘ短調、4分の2拍子。後に妻となるクララ・ヴィークの主題による変奏曲。ちなみに、主題はクララの『ワルツ形式によるカプリス集』作品2の第7曲を基にしたと言われている。24小節からなる主題は下降音型を中心とし、付点リズムや和声的な部分、後半に上昇音型が使用されたりと、このソナタの基本モティーフに一致する。主題は半休止したまま変奏へと続く。4つの変奏ではテンポや拍子、リズムが変化していき、最後に長大なコーダが付く。
初版および現行版では、作曲当初のオリジナルから2つの変奏が削除され、変奏の順も変更された。

### 第4楽章 Prestissimo possibile
ヘ短調、4分の2拍子（初版は16分の6拍子）。この曲は全て短調楽章からなり（初版は全てヘ短調となり、調性的に対比を欠く）、結果重厚陰鬱な構成となっているが、この曲も短調で始まり、ラストになってようやく長調に転じる。指示通り、できるだけ速く、分散和音で鍵盤上を駆け回る。右手と左手が激しく対話し、その中から美しい旋律が浮かび上がる。最後を飾るにふさわしいきらびやかな音楽である。初版では、途中で拍子が16分の5拍子に変化する。

### スケルツォ（遺作） Scherzo. Vivacissimo
ヘ短調、8分の6拍子。本来、現在の第2楽章の後ろに置かれており、上記のように死後出版された。ソナタの核となる下降音形を含んでいないが、ヘ長調のトリオの低音部に上昇音系（C-D-E-F、下降音形の反行形）が登場する。音符が小節線をまたぐシューマンらしい曲調。